# احمد حمودی
احمد حمودی (عربی: أحمد حمودي؛ زادهٔ ۳۰ ژوئیهٔ ۱۹۹۰) یک ورزشکار اهل مصر است.
از باشگاه‌هایی که در آن بازی کرده‌است می‌توان به بازل، باشگاه ورزشی زمالک، و تیم ملی فوتبال مصر، باشگاه ورزشی زمالک، و تیم ملی فوتبال مصر اشاره کرد.
وی همچنین در تیم ملی فوتبال مصر بازی کرده است.